# إفروغواتيرية
إفروغواتيرية (الاسم العلمي: Afroguatteria)، جنس صغير من النباتات المُزهرة في فصيلة القشديات، موطنها كابيندا وزائير في غرب إفريقيا. وهي نباتات متسلقة، وترتبط ارتباطًا وثيقًا بتوسانية.

## الأنواع
اعتبارًا من عام 2020، هناك نوعان في جنس الإفروغواتيرية
- Afroguatteria bequaertii (De Wild.) Boutique
- Afroguatteria globosa C.N.Paiva

## التصنيف
اسم الجنس مُهدى لـ Giambattista Guatteri (1739-1793)، وهو أستاذ علم النبات إيطالي في بارما، وAfro نسبةً إلى القارة، حيث عُثر على النباتات، "الأفرو - إفريقيا. وصف الجنس ونشر لأول مرة في بول. جارد. بوت. État Bruxelles Vol.21 في الصفحة 104 في عام 1951.
الجنس مُعتَرَف به من قبل وزارة الزراعة الأمريكية وخدمة البحوث الزراعية، لكنها لا تسرد أي أنواع معروفة